# УДАР Виталия Кличко
 УДАР (Украи́нский демократи́ческий алья́нс за рефо́рмы) Вита́лия Кличко́ (укр. УДАР (Український Демократичний Альянс за Реформи) Віталія Кличка) — украинская политическая партия. Ранее называлась «Европейская столица» (укр. Європейська столиця, 2005—2009), «Новая страна» (укр. Нова Країна, 2009—2010). После переименования партию возглавил Виталий Кличко.
На международном уровне УДАР является партнёром Христианско-демократического союза Германии.
По состоянию на октябрь 2010 года партия насчитывала более 10 тысяч членов, объединявшихся примерно в 600 территориальных организаций в 24 регионах страны. Партия принимала участие в выборах в местные советы в октябре 2010 года. 399 депутатов от партии «УДАР» работают в местных советах разных уровней в 15 регионах Украины.
В августе 2015 года появилась информация о предстоящем объединении партии «УДАР» и Блока Петра Порошенко.

## История

Партийный билет партии
2011 год

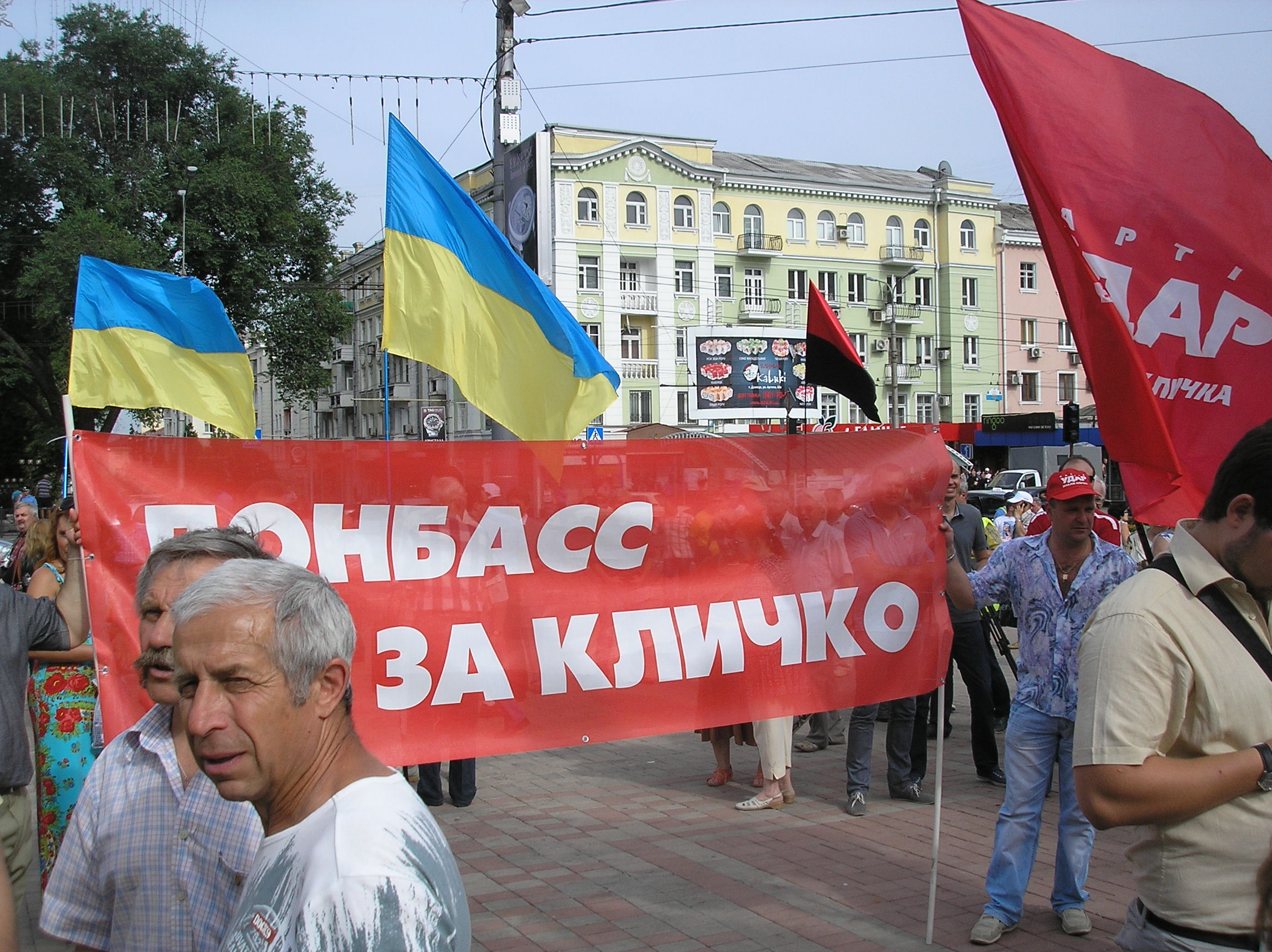
Митинг в Донецке в 2013 году

### «Европейская столица»
Политическая партия «Европейская столица» была зарегистрирована в марте 2005 года (её лидером являлся украинский предприниматель Лев Парцхаладзе). Партия получила 0,04 % голосов на украинских парламентских выборах 2006 года, а в парламентских выборах 2007 года не участвовала. В 2008 году партия вошла в «Блок Виталия Кличко», и Парцхаладзе получил мандат депутата Киевсовета. 21 февраля 2009 года партия получила новое название — «Новая страна», а возглавил её Роман Романюк. 2 декабря 2010 года Парцхаладзе вышел из фракции Блока Кличко.

### Блок Виталия Кличко
10 декабря 2005 года партии «ПОРА» и «Реформы и порядок» объединились в блок «ПОРА-ПРП» для участия в выборах в Киевский городской совет и в парламентских выборах 26 марта 2006 года. Список кандидатов от блока возглавил профессиональный боксёр Виталий Кличко.
На выборах в Киевсовет 2006 года блок получил 14 мест, а сам Виталий Кличко стал депутатом Киевского городского совета. Одновременно Виталий Кличко участвовал в выборах городского головы Киева в апреле 2006 года, набрав 23,7 % голосов избирателей. На парламентских выборах 2006 года, однако, Гражданский блок «ПОРА-ПРП» получил лишь 1,47 % голосов и не преодолел избирательный барьер.
На выборах 2008 года в Киевсовет в Блок Виталия Кличко вошли Народный рух Украины, Украинские социал-демократы и партия «Европейская столица». Результатом стало 10,61 % голосов и 15 депутатских мест. На внеочередных выборах городского головы Киева 2008 года Виталий Кличко получил 17,9 % голосов.

### Украинский демократический альянс за реформы
На съезде партии «Новая Страна», состоявшемся 24 апреля 2010 года, партия была переименована в «Украинский демократический альянс за реформы (УДАР)».
На украинских местных выборах 2010 года партия получила около 400 мест в городских и областных советах (региональных парламентах). Согласно опросам Киевского международного института социологии, популярность партии «УДАР» составила 1 %. В аналогичном опросе в декабре 2010 года «УДАР» имел рейтинг 2,7 %, не дотягивая до 3 % избирательного порога. С апреля 2011 года согласно различным опросам, рейтинг "УДАР"а превысил избирательный порог, в ноябре 2011 набрав 5 %.
15 февраля 2011 года в Киевском совете фракция Блока Виталия Кличко изменила своё название на «УДАР Виталия Кличко».

### Парламентские выборы 2012
В январе 2012 года партия «УДАР» Виталия Кличко предложила всем украинским оппозиционным политическим силам подписать соглашение о взаимном сотрудничестве и взаимопомощи на выборах, об общих критериях выдвижения кандидатов, о создании совместного большинства в новой Верховной Раде. Позже это предложение было пересмотрено, и Кличко заявил, что на выборы нужно идти по отдельности, а коалиции лучше создавать уже в Раде.
На парламентских выборах 2012 года партия получила 13,96 % голосов и 34 места по партийному списку и ещё 6 депутатских мест по мажоритарным округам. Позже к фракции присоединилось ещё 2 самовыдвиженца.
В ноябре 2013 года партия «УДАР» совместно с партиями «Батькивщина» и «Свобода» вошла в коалицию протеста, выступив в массовых акциях на Евромайдане против отказа украинского правительства подписать соглашение об ассоциации Украины и Европейского союза.
Глава партии УДАР Виталий Кличко был одним из лидеров массовых акций протеста на Евромайдане.
30 марта 2014 года пресс-секретарь партии «УДАР» Елена Балаба в Одессе сожгла в Вечном огне три георгиевские ленточки..
25 мая 2014 года глава партии УДАР Виталий Кличко жителями города Киева был избран на должность Киевского городского головы.
Как известно из партийных источников, по состоянию на лето 2015 года, тройку сильнейших местных организаций “УДАРа” представляют львовская, закарпатская и киевская.
В то же время, по мнению политобозревателя Сони Кошкиной, к настоящему времени УДАР как самостоятельная политическая сила практически не существует.

## Объединение с Блоком Петра Порошенко «Солидарность»
28 августа 2015 года политические партии Блок Петра Порошенко «Солидарность» и Украинский демократический альянс за реформы (УДАР)
Виталия Кличко объединились для участия в местных выборах 2015 года. Новым председателем партии был избран Виталий Кличко. В связи с объединением Блок Петра Порошенко «Солидарность», на основе которого оно происходит, должен быть переименован (среди вариантов назывались «БПП-УДАР-Солидарность» и «УДАР-Солидарность»). Соответствующее решение было принято на втором этапе 12-го внеочередного съезда БПП, который проходил совместно с УДАРом.

## Программные приоритеты
Партия ставит своей задачей изменить характер взаимоотношений человека и государства через изменение ценностных ориентиров общества, изменение философии государственного управления. Ценностями партии являются:
- Уважение свободы человека, верховенство его прав, потребностей и интересов
- Единство страны, единство гражданской нации, способной на самоорганизацию и коллективные действия
- Интегрированность в современный развитый мир

Принятие этих принципов создаст возможность для реализации политической платформы «УДАР».

Ключевые приоритеты партии:
- Приоритет I: Сбалансирование и модернизация системы центральной власти
- Приоритет II: Расширение полномочий местных общин
- Приоритет III: Экономика равных возможностей

Конечной целью партии является построить настоящую социально-рыночную экономику, где каждый человек будет иметь равные условия и возможности для самореализации.

## Коалиция
- Всеукраинское объединение «Батькивщина» (2013—2014)[44][45]
- Всеукраинское объединение «Свобода» (2013—2014)[44][45]

## Союзники
- Благотворительная организация «Фонд братьев Кличко»[46]

## Международное сотрудничество
| - Европейская народная партия - Международный республиканский институт, - Национальный демократический институт по международным вопросам (США) | - Единое национальное движение Грузии, - Христианско-демократический союз Германии, - Австрийская народная партия - Гражданская платформа Республики Польша |

## Критика
Социалист Евгений Филиндаш, народный депутат Украины IV-V созывов, раскритиковал партию «УДАР» за то, что она «превращается в националистическую силу, проводит правую идеологию и приобщает в свои ряды ближайших соратников экс-президента Ющенко».
Политолог Владимир Фесенко высказал мнение, что включение в партийный список кандидатов в Верховную Раду радикальных националистов является ошибкой Виталия Кличко, потому что их риторика не найдет поддержки среди жителей юго-восточных регионов.

## Кибератака
Вследствие кибератаки хакеров против партии «УДАР» в конце ноября 2013 года в руках злоумышленников оказались база электронной почты партийной пресс-службы, а также доступ к аккаунтам в социальных сетях Facebook и ВКонтакте лидера «УДАРа» Виталия Кличко.
Ответственность за акцию взяла на себя группировка Anonymous Ukraine. По информации партии «УДАР» неизвестные злоумышленники использовали почтовую базу для рассылки дезинформации о деятельности «УДАР» во время «Евромайдана».